# خافيير فاريلا
خافيير فاريلا (بالإسبانية: Javier Varela)‏ هو لاعب هوكي الحقل مكسيكي، ولد في 27 سبتمبر 1940.

## وصلات خارجية
- خافيير فاريلا على موقع أوليمبيديا (الإنجليزية)